# 斑头雁

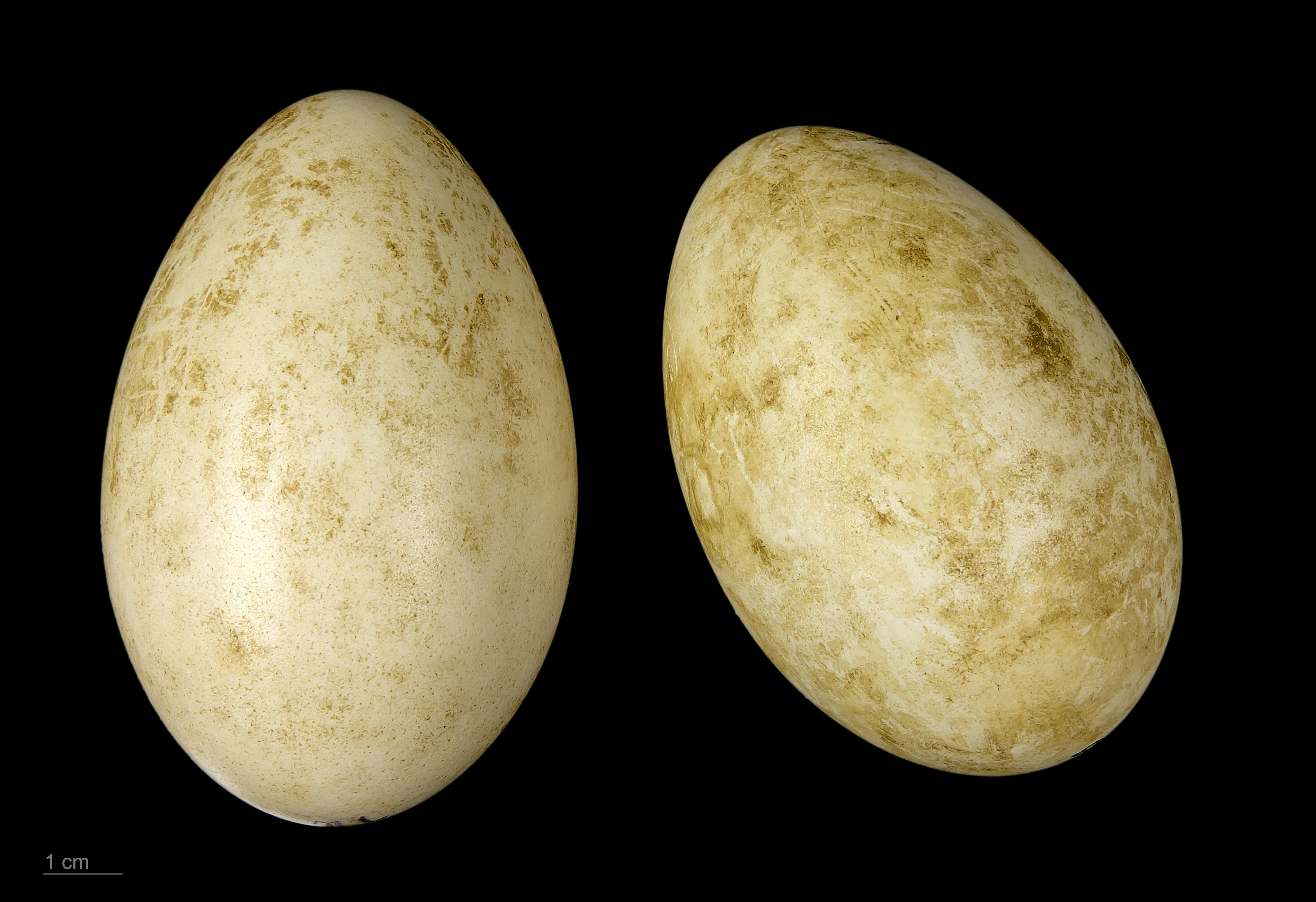
斑頭雁的蛋

斑头雁（學名：Anser indicus），又名白头雁、黑纹头雁，是雁鴨科雁屬的鳥類，屬於全面遷徙的候鳥，夏季在亞洲中東部繁殖，入冬則飛越喜馬拉雅山脈，遷抵南亞、緬甸與中國華南，途中飛經的海拔高度可達8800公尺，在鳥類中名列前茅。另外，現今在英國與日德蘭半島南部亦有人為引入的族群，此地的斑頭雁則不進行遷徙。

## 生态环境
高原鸟类，生活在高原湿地湖泊亦见于耕地，迁徙和繁殖时结成小群，可见与棕头鸥混群繁殖，亦见与黑颈鹤、赤麻鸭等鸟类混群，常与人保持一定的距离，在拉萨市郊，本物种常结群活动于当地居民的房前屋后，甚至与人们饲养的家禽混群活动。斑头雁是非常适应高原生活的鸟类，在迁徙过程中会飞越珠峰，为此它可以承受仅有海平面上30%的氧气浓度，这主要是因为与其他鸟类相比，他们体内的红血球与氧结合的速度要快。据研究，他们的血红蛋白的{\displaystyle \alpha }亚基发生变异，导致他们的血红蛋白可以迅速地与氧结合，这是对高原生活地一种适应。

## 分布地域
繁殖于中亚地区、克什米尔、蒙古、中国青海、西藏、新疆西部的湖泊，在中国东部的呼伦贝尔也有本物种繁殖，越冬于印度和缅甸北部、中国的西南部高原地区如云南、贵州和陕西南部等地。

## 特征
斑头雁属于体形较小的雁类，相比于鸿雁、灰雁等，本物种体形明显要小一号。本物种雄雌同形同色，很难区分，头部污白色，头顶上有两条黑色条带，一条略成马蹄形，位于头顶的后部，链接双眼的后部，另外一条横贯枕部。背部淡灰色。初级飞羽先端黑色翅膀收拢的时候黑色的飞羽覆盖在尾上，看起来就好像尾巴是黑色的。幼鸟头顶不具有黑斑，颜色也更污浊一些，雏鸟身披鲜艳的黄色绒毛杂以黑色。虹膜棕色，喙橙黄色具黑色嘴甲，脚橙黄色。
斑頭雁屬候鳥，其飛行速度單靠自身即可達時速80公里，順風飛翔時更可輕鬆加倍，一天的飛行距離可達1000公里。斑頭雁可飛翔的高度也是世界第一，是所有生物難以想像的高度，曾被目擊飛越世界第一高峰珠峰，甚至超越巨無霸噴射客機可達高度。

## 食物
本物种的主要食物是禾本科和莎草科的青草和豆科植物的种子，偶尔也取食一些软体动物，它们结群在草地上取食的时候一路走一路吃一路排便，有如剪草机，对调节生态起到一定的作用。

## 繁殖与保护
春季繁殖，交配在水中进行，交配前有复杂的仪式，营巢繁殖在三月下旬开始，集中于岛上进行，一般到四月初的时候，青藏高原各湖泊的冰面上就不容易见到斑头雁了，岛上鸟巢密度极大，但巢的结构简单，仅由雌鸟在沙地上刨一个圆形小坑，垫以搜集来的草叶水藻和雌鸟腹部的羽毛。每窝产卵2-8枚偶见多达10枚以上的，雌鸟护巢意识极强，一旦在孵化过程中受到天敌骚扰即行弃巢，另建新巢重新交配产卵。雏鸟为早成雏，孵化2-3个月后长出正羽一年性成熟。 
本物种数量较多未列入保护名单但受到栖息地破坏、狩猎和捡蛋等人类活动的威胁。